# Singin' Birds
Singin’ Birds – polskie żeńskie trio wokalne śpiewające w bliskiej harmonii, nawiązujące do stylów muzycznych z pierwszej połowy XX wieku. Trzon zespołu stanowią trzy wokalistki: Joanna Czarkowska – sopran, Dominika Kasprzycka-Gałczyńska – mezosopran i Dominika Dulny – alt. Wszystkie członkinie grupy to absolwentki ZPSM im. Fryderyka Chopina w Warszawie.

## Historia
Zespół powstał w lipcu 2011 roku w Warszawie. Początkowo skład zespołu liczył pięć osób – wokalistki występowały z pianistą Marcinem Piękosem (jednocześnie twórcą aranżacji) i kontrabasistą Jackiem Kaliszewskim. Dokładnie rok po pierwszym koncercie zespołu, w lipcu 2012 roku do podstawowego składu dołączył perkusista Marcel Piszczorowicz.
Telewizyjny debiut Singin’ Birds miał miejsce w marcu 2012 roku w programie „Jaka to melodia”, gdzie zespół wystąpił jako gość muzyczny w kilku odcinkach. Na początku roku 2013 grupa wzięła udział w telewizyjnym talent show „Must Be The Music”. Na etapie pierwszych przesłuchań wykonali utwór z repertuaru Maroon 5 „Moves Like Jagger”, co dało im przepustkę do półfinału programu. W kolejnym etapie zespół zaprezentował swoją autorską piosenkę „Wenusjanki”. W czerwcu Singin’ Birds zostali finalistami Konkursu Debiuty podczas 50. Krajowego Festiwalu Piosenki Polskiej w Opolu, nad którym patronat objęła Maryla Rodowicz. Zespół otworzył koncert SuperDebiuty z Marylą wykonując piosenkę „Sing, Sing”.
W tym samym roku Singin’ Birds rozpoczęli współpracę z wytwórnią Parlophone (Warner Music Poland), co zaowocowało wydaniem ich debiutanckiej płyty zatytułowanej „Niech tak zostanie”. Premiera płyty odbyła się 5 listopada 2013 roku. Znalazły się na niej zarówno covery, jak i autorskie piosenki zespołu. Płytę promowały dwa single, do których zostały nagrane także teledyski: „Mr. Bassman” (sł. Marek Gaszyński, muz. Singin’ Birds) i „Wenusjanki” (sł. Dominika Dulny, muz. Singin’ Birds).
W roku 2014 powstał projekt Singin’ Birds Symfonicznie, w którym zostały połączone siły swingowego zespołu z klasyczną Orkiestrą Symfoników Bydgoskich pod dyrekcją Marka Czekały. Pierwszy koncert w składzie powiększonym o orkiestrę odbył się w maju 2014 roku. W sierpniu zespół dołączył do grona gwiazd Lata z Radiem organizowanej przez Pierwszy Program Polskiego Radia. Singin’ Birds dali w sumie pięć koncertów na letniej trasie Jedynki. W grudniu zespół wydał kolejny singiel – „Piosenka zimowa” (sł. Agnieszka Filipkowska, muz. Singin’ Birds).
W lipcu 2015 roku Singin’ Birds zostali zaproszeni do udziału w X edycji Ladies Jazz Festival w Gdyni. Zespół dał podczas Festiwalu dwa koncerty, a ich cover piosenki „Na językach” z repertuaru Kayah znalazł się na płycie Ladies’ Jazz vol. 9, wydawanej corocznie przez organizatorów Festiwalu.
3 marca 2017 roku odbyła się premiera drugiego studyjnego albumu grupy. Płytę „Swing & Roll” promowały teledyski do autorskich piosenek „George”, „Chcę więcej”, „To nie prosta sprawa” oraz „Piosenka o zmroku”.
W grudniu 2017 Singin’ Birds wystąpili podczas Silk Road Indie Music Festival w Chengdu w Chinach, zwyciężając w kategorii „Best Stage Performance”.
Pod koniec 2021 roku zespół wydał trzecią – świąteczną – płytę. Album „Skrzydlata kolęda” powstał jako kontynuacja koncertu on-line, opublikowanego rok wcześniej. Na płycie znalazły się pastorałki z tekstami Wandy Chotomskiej i muzyką Teresy Niewiarowskiej oraz dwie autorskie piosenki Singin’ Birds, „Opowieść Adrianny” i „Pastorałka o pastorałce”, które promowały album.

## Muzycy

### Skład podstawowy
- Joanna Czarkowska – wokal (sopran)
- Dominika Kasprzycka-Gałczyńska – wokal (mezzosopran)
- Dominika Dulny – wokal (alt)
- Marcin Piękos – instrumenty klawiszowe
- Marcin Marcel Piszczorowicz – perkusja
- Andrzej Zielak – kontrabas

### Muzycy współpracujący
- Mirosław Żabski – saksofon tenorowy, klarnet
- Wojciech Psiuk – saksofon barytonowy
- Maurycy Idzikowski – trąbka
- Tomasz Dworakowski – puzon
- Michał Tomaszczyk – puzon

## Dyskografia

### Albumy
| Rok  | Tytuł |
| ---- | --- |
| 2013 | Niech tak zostanie - Data premiery: 5 listopada 2013 - Wydawca: Parlophone Music Poland Sp. z o.o. A Warner Music |
| 2017 | Swing & Roll - Data premiery: 3 marca 2017 - Wydawca: Grand Music Joanna Czarkowska-Piękos                        |
| 2021 | Skrzydlata Kolęda - Data premiery: 3 grudnia 2021 - Wydawca: Grand Music Joanna Czarkowska-Piękos                 |